# Sorochytrium
Sorochytrium är ett släkte av svampar. Sorochytrium ingår i familjen Sorochytriaceae, ordningen Blastocladiales, klassen Blastocladiomycetes, divisionen Blastocladiomycota och riket svampar.
| Sorochytrium | \| \| Sorochytrium milnesiophthora \| \| \| \| |
|              | \| \| Sorochytrium milnesiophthora \| \| \| \| |
|              | Sorochytrium milnesiophthora                   |
|              |                                                |

|  | Sorochytrium milnesiophthora |
|  |                              |